# Episodi di Renegade (seconda stagione)
La seconda stagione della serie televisiva Renegade, composta da 22 episodi, è stata trasmessa negli Stati Uniti da USA Network dal 13 settembre 1993 al 9 maggio 1994.
In Italia è andata in onda su Italia 1.
| nº | Titolo originale            | Titolo italiano                    | Prima TV USA      | Prima TV Italia |
| -- | --------------------------- | ---------------------------------- | ----------------- | --------------- |
| 1  | The Hound                   | La prova                           | 13 settembre 1993 |                 |
| 2  | The Champ                   | La condanna                        | 20 settembre 1993 |                 |
| 3  | White Picket Fences         | Una vita a rischio                 | 27 settembre 1993 |                 |
| 4  | Dead End and Easy Money     | Concorrenza sleale                 | 4 ottobre 1993    |                 |
| 5  | No Good Deed...             | Orario di chiusura                 | 11 ottobre 1993   |                 |
| 6  | The Rabbit and the Fox      | Mai dire amore                     | 18 ottobre 1993   |                 |
| 7  | Endless Summer              | Morire per vivere                  | 25 ottobre 1993   |                 |
| 8  | Bonnie & Claire             | Bonnie e Claire                    | 1º novembre 1993  |                 |
| 9  | Wheel Man                   | Pilota da fuga                     | 8 novembre 1993   |                 |
| 10 | Windy City Blues            | Chicago Blues                      | 15 novembre 1993  |                 |
| 11 | Honor Bound                 | Questione d'onore                  | 22 novembre 1993  |                 |
| 12 | Hard Rider                  | Doppio riscatto                    | 3 gennaio 1994    |                 |
| 13 | Charlie                     | Caccia spietata                    | 10 gennaio 1994   |                 |
| 14 | South of '98                | A sud della 98a                    | 17 gennaio 1994   |                 |
| 15 | Hostage                     | Fuga con ostaggi                   | 24 gennaio 1994   |                 |
| 16 | Rabbit Redux                | Lupo solitario                     | 31 gennaio 1994   |                 |
| 17 | The Posse                   | Evasione all'alba                  | 7 febbraio 1994   |                 |
| 18 | Once Burned, Twice Chey     | Una pistola per due                | 14 febbraio 1994  |                 |
| 19 | Sheriff Reno                | Lo sceriffo                        | 21 febbraio 1994  |                 |
| 20 | Murderer's Row (1 e 2 part) | Una Taglia Per Sette (Parte 1 e 2) | 25 aprile 1994    |                 |
| 21 | Murderer's Row (1 e 2 part) | Una Taglia Per Sette (Parte 1 e 2) | 2 maggio 1994     |                 |
| 22 | Carrick O'Quinn             | Un poliziotto speciale             | 9 maggio 1994     |                 |

## La prova
- Titolo originale: The Hound
- Diretto da: Michael Levine
- Scritto da: Bill Nuss

### Trama
Ad un anno dalla morte di Val, Reno si reca al cimitero dove Dixon e i suoi alleati lo aspettano per ucciderlo; Reno riesce però a fuggire, rimanendo ferito. In seguito, Bobby viene chiamato da Hound Adams, (fratello di Hogg Adams che aveva fatto l'attentato a Reno) il quale dice di aver prove per dimostrare l'innocenza di Reno. Hound è difatti stato arrestato per una rissa e temendo di finire ucciso come il fratello, darebbe le prove in cambio della sua cauzione e di una somma aggiuntiva. Hound assicura che suo fratello, scarcerato da Burrell e Dixon affinché uccidesse Reno, aveva registrato la conversazione ed aveva visto Dixon uccidere l'altro agente. Tuttavia, Hound viene fatto evadere da Dixon, che lo usa per far uscire Reno allo scoperto ed ucciderlo. Sfuggito al tenente, Reno obbliga Hound a dargli la videocassetta, nascosta in una nave. Dixon tuttavia li trova ed inizia a lottare con Reno; Hound fugge con la prova, dichiarando di volerla consegnare solo se Reno ucciderà Dixon. 

## La condanna
- Titolo originale: The Camp
- Diretto da: Bruce Kessler
- Scritto da: Richard C. Okie

### Trama
Un pugile, che era stato campione nel suo sport, è finito in galera per aver investito un ragazzo ed ora è riuscito a fuggire. Bobby vede l'occasione per farsi pubblicità con la sua cattura e manda Reno sulle sue tracce. La psicologa che seguiva il pugile in carcere spiega tuttavia che l'uomo è molto meno pericoloso di quanto si creda, ed è vittima del razzismo e dei pregiudizi; Reno riesce catturarlo, ed impara che il pugile era troppo ubriaco la sera dell'incidente per ricordarsi cos'era successo, ma ha firmato ugualmente la confessione, senza sapere cosa vi era scritto poiché non sa leggere. Reno sospetta che il vero colpevole possa essere il manager del campione, che aveva brindato con lui dopo una vittoria; intanto, alcuni agenti cercano di arrestare il pugile e catturando Reno che l'aveva liberato. Con un trucco Bobby riesce a far rilasciare il suo collega e i due si precipitano alla palestra, dove il pugile ha aggredito il suo manager, il quale confessa di esser stato lui ad investire il ragazzo, scaricando poi la colpa sul pugile che era troppo ubriaco per poter negare. Infuriato, il campione vorrebbe quindi gettarlo da un tetto, ma Reno e Bobby lo convincono a non farlo. Bobby ottiene un servizio in televisione per aver dimostrato l'innocenza del pugile, perdendo però la taglia in quanto l'uomo non è più ricercato. 

## Una vita a rischio
- Titolo originale: White Picket Fences
- Diretto da: Bruce Kessler
- Scritto da: Charles Grant Craig

### Trama
Mentre Reno insegue un ricercato, questo uccide un uomo per rubargli la macchina e fuggire. Una ragazza è testimone del delitto ed il criminale tenta di ucciderla, venendo bloccato da Reno, che convince la giovane a fare denuncia. In seguito, il criminale viene rilasciato e Reno rintraccia la ragazza per proteggerla, scoprendo che fa parte di una comunità di mormoni ed è figlia del pastore. La presenza di Reno infastidisce il pastore e lo sceriffo che era il fidanzato della giovane, prima che lei si innamorasse di Reno. Lo sceriffo indaga sul suo conto e scoprendo che è ricercato, vorrebbe arrestarlo ma viene stordito da Bobby; intanto il criminale ha inseguito la ragazza in chiesa e sta per ucciderla, ma finisce lui stesso ucciso da Reno. Fatta pace con Reno, il pastore impedisce allo sceriffo di continuare la caccia nei suoi confronti, e permette alla figlia di trasferirsi in città per gli studi.

## Concorrenza sleale
- Titolo originale: Dead End and Easy Money
- Diretto da: Michael Preece
- Scritto da: Stephen J. Cannell

### Trama
Durante una caccia ad un bandito, Reno rimane affascinato da una donna che lavora come barista, in realtà una cacciatrice di taglie che sta inseguendo lo stesso ricercato. La donna stordisce Reno, chiedendo un riscatto a Bobby e Cheyenne o consegnerà Reno alla polizia. Liberato dai suoi soci, Reno impara che la donna (Avalon) sta probabilmente seguendo il criminale per arrestare un altro membro della banda, che anni prima non solo le era sfuggito, ma l'aveva catturata a sua volta umiliandola. In seguito Bobby, Reno e Cheyenne stanno per essere uccisi dalla banda ma vengono salvati da Avalon, che accetta di lavorare insieme a loro ed in apparenza si innamora di Reno. Il giorno dopo la donna denuncia però Reno alla polizia, facendolo fuggire per evitare di dividere il profitto. I tre soci la ritrovano ed anzi la salvano poiché nel frattempo lei è stata catturata dalla banda e sta per essere uccisa. Gli agenti accorsi sul posto riconoscono però Reno e lo arrestano per consegnarlo a Dixon: Alvalon usa la sua astuzia per farlo rilasciare, salvandolo così a sua volta. 

## Orario di chiusura
- Titolo originale: No Good Deed...
- Diretto da: Russell Solberg
- Scritto da: Richard C. Okie

### Trama
Un killer ha l'abitudine di entrare nei locali quando sono ormai chiusi, rapinandoli ed uccidendo i presenti. Reno cerca di fermarlo ma viene a sua volta bloccato dalla polizia, cosicché assiste ad un omicidio riuscendo solo in seguito ad arrestare il killer. Bobby consegna il criminale alla polizia, ma viene lui stesso chiamato a testimoniare al processo, poiché non vi sono altri testimoni. Bobby rifiuta di fare il nome del suo testimone (Reno) per non farlo arrestare e viene imprigionato lui stesso; Reno allora fa un patto con una agente del posto, dichiarandosi pronto a testimoniare e a scontare la sua condanna purché Bobby sia liberato e che il killer, ora rilasciato, finisca in prigione. L'accordo prevede inoltre che Reno catturi il killer, ma succede il contrario. Fatto evadere dall'agente, Reno ritrova però il criminale, che è costretto ad uccidere in quanto rifiutava di arrendersi.

## Mai dire amore
- Titolo originale: The Rabbit and the Fox
- Diretto da: Terrence O'Hara
- Scritto da: Bill Nuss

### Trama
Johnny, un mafioso, viene ucciso da un uomo mascherato, ma dell'omicidio viene accusata sua moglie Lisa; il boss padre di Johnny fa anzi scarcerare la donna per poi ucciderla e vendicare il figlio. Lisa riesce però a sfuggire ai killer e viene catturata da Reno, che la protegge dai sicari. In uno di questi agguati, Reno si convince dell'innocenza della donna poiché lei aveva l'occasione di uccidere uno dei suoi aggressori e non ne ha avuto il coraggio; in seguito Reno si innamora di Lisa, che assomiglia molto a Val, e decide di fuggire assieme a lei, per non mettere in pericolo Bobby e Cheyenne. La donna rimane infatti nel mirino dei killer, ma Reno scopre che ad uccidere Johnny è stato un altro mafioso, e presenta la prova al boss in cambio della vita della donna. Arrestato, il vero colpevole viene in seguito fatto uccidere dal boss che vendica così suo figlio, ma Lisa è salva.

## Morire per vivere
- Titolo originale: Endless Summer
- Diretto da: Gary Winter
- Scritto da: Robin Jill Burger

### Trama
Reno riesce a farsi accogliere in una compagnia di surfisti diventati rapinatori, per seguire le loro mosse e coglierli sul fatto; tuttavia, scopre che il loro capo, che ha convinto gli altri a rubare, è malato di tumore e morirà entro qualche mese, così sfida continuamente la morte con rapine ed altri rischi per sentirsi vivo. Reno non si sente di arrestarlo e convince Bobby a catturare invece un boss della droga, che probabilmente si farà vivo per vendicarsi in quanto i surfisti lo hanno derubato. In una sparatoria, gli uomini del boss feriscono uno dei surfisti e prendono in ostaggio la sorella del capogruppo, interrogandola per riavere il loro denaro. Reno e Bobby penetrano nella sede del boss, ma il criminale si fa scudo con la donna; per salvarla, suo fratello resta colpito e muore.

## Bonnie e Claire
- Titolo originale: Bonnie & Claire
- Diretto da: Michael Levine
- Scritto da: Richard C. Okie

### Trama
Reno arresta una ladra di nome Bonnie e si avvia per consegnarla a Bobby, che la porterà in prigione. Durante il tragitto, Bonnie riesce a commuovere Reno ottenendo una sosta a casa sua, poiché prima di finire in galera vorrebbe salutare la sua bambina, Claire. Arrivato sul posto, Reno viene stordito da un'altra donna, che lo lega e fugge assieme a Bonnie. Claire è difatti la sorella della ladra e non la figlia. Liberato da Bobby, Reno riprende l'inseguimento; riesce a catturare una delle donne, ma l'altra prende in ostaggio Bobby, obbligando Reno a rilasciare sua sorella. Nuovamente in fuga, le due sorelle vengono tuttavia arrestate con l'aiuto di Cheyenne.

## Pilota da fuga
- Titolo originale: Wheel Man
- Diretto da: Ralph Hemecker
- Scritto da: Bill Nuss e Richard C. Okie

### Trama
Un rapinatore ha l'abitudine di fuggire su auto da corsa, seminando la polizia. Bobby e Cheyenne sospettano un proprietario di auto da corsa, ex compagno di cella del criminale, come suo possibile complice; Reno si fa quindi assumere come meccanico ed in seguito sostituisce il pilota, essendosi dimostrato più abile di questo. Intanto si scopre che il proprietario delle auto non è complice del rapinatore, ma è obbligato ad aiutarlo per salvare sé stesso e sua figlia; l'accordo prevede che ad ogni colpo lui fornisca un'auto ed un pilota, in questo caso Reno. Il rapinatore ha intanto ucciso il pilota precedente ed ha preso in ostaggio la figlia del suo "complice" nel caso cambiasse idea. Reno aiuta quindi il criminale, sfuggendo alla polizia dopo la rapina, poi frena di colpo, mandandolo K.O. 

## Chicago Blues
- Titolo originale: Windy City Blues
- Diretto da: Terrence O'Hara
- Scritto da: Bill Nuss e Richard C. Okie

### Trama
Un assassino è appena evaso; al processo, l'uomo aveva giurato di vendicarsi appena possibile dell'agente che lo aveva arrestato: Douglas, il padre di Reno. Reno si precipita quindi a Chicago, la città in cui vive suo padre e lo aiuta a catturare il killer, impedendogli però di ucciderlo. Douglas non sopporta di avere un figlio sospettato di omicidio e ricercato così finiscono per litigare; tuttavia, rifiuta di collaborare con Dixon, arrivato a Chicago per arrestare Reno. Intanto, il killer ha corrotto una delle guardie facendosi rilasciare; Douglas e Reno riescono però ad arrestarlo nuovamente. Arrivato alle loro spalle, Dixon uccide il killer, poi cerca di arrestare Reno, ma Douglas lotta con lui, facendo scappare il figlio.

## Questione d'onore
- Titolo originale: Honour Bound
- Diretto da: Bob Bralver
- Scritto da: Greg Strangis

### Trama
Un giudice passa la notte con una spogliarellista, ma al mattino la ragazza è morta e lui non ricorda nulla dell'accaduto. L'uomo chiede aiuto al proprietario del locale notturno, che tuttavia lo ricatta, obbligandolo a scagionarlo in un processo che lo riguarda. Intanto, un ex marine chiede a Bobby di ritrovare sua figlia che è scomparsa; quando impara che è stata uccisa, decide di vendicarla assieme al figlio, intimando Reno e Bobby di non ostacolarlo. Reno scopre che il giudice è innocente ed il vero colpevole è il padrone del locale che voleva incastrarlo; il giudice stesso viene però ucciso dal criminale che tenta la fuga assieme ad un suo complice. Reno e Bobby catturano sia uno dei delinquenti che il marine; quest'ultimo cerca di convincere il figlio ad uccidere l'assassino di sua sorella, ma il giovane non vuole divenire a sua volta assassino e consegna il colpevole ai cacciatori di taglie. 

## Doppio riscatto
- Titolo originale: Hard Rider
- Diretto da: Russell Solberg
- Scritto da: Richard C. Okie

### Trama
Una ragazza viene rapita e suo padre, amico di Bobby, lo chiama in modo che la ritrovi. Reno e Bobby iniziano ad indagare scoprendo che si tratta di delinquenti professionisti, che compiono un solo rapimento in uno stato per poi trasferirsi; intanto al padre, gestore di vari alberghi, viene chiesto un grosso riscatto e Reno si avvia per consegnarlo. Tuttavia, Reno viene aggredito da una banda di motociclisti che gli rubano la moto col denaro; mentre Bobby cerca di recuperare altri soldi, Reno si presenta ugualmente all'appuntamento ma finisce catturato e i delinquenti decidono di ucciderlo come avvertimento. Un altro motociclista, salvato da Reno dopo un incidente, ricambia aiutando Bobby a liberarlo e la banda viene arrestata.   

## Caccia spietata
- Titolo originale: Charlie
- Diretto da: Bruce Kessler
- Scritto da: Charles Grant Craig

### Trama
Un uomo rimasto vedovo compie furti facendosi aiutare dalla sua bambina, Charlie. Un giorno, ruba l'incasso in una videoteca rubando inoltre alcune videocassette, in una delle quali è piena di denaro, nascosto lì da due criminali. Reno, che seguiva l'uomo per arrestarlo, assiste invece al suo rapimento da parte dei banditi e si trova così ad occuparsi della bambina. I criminali minacciano l'uomo per farsi restituire il denaro; intanto Reno ha convinto Charlie ad aiutarlo per salvare suo padre e la bambina gli rivela il nascondiglio dei soldi. Durante lo scambio, il padre fugge rimanendo ferito, ma Reno riesce a catturare i due banditi. L'uomo affida la bambina ad una parente dovendo andare in galera per furto, ma giura che una volta uscito diventerà onesto.

## A sud della 98a
- Titolo originale: South of '98
- Diretto da: James Whitmore, Jr.
- Scritto da: Charles Grant Craig

### Trama
Un uomo viene ucciso dopo un tentativo di rapina in un quartiere malfamato di Bay City. Il possibile colpevole, un giovane di nome Dexter, è stato sorpreso da una telecamera; Reno decide quindi di catturarlo e ci riesce, tuttavia Dexter non è  colpevole. Il vero assassino, un altro giovane della stessa banda, ha intenzione di uccidere il suo "amico" prima che possa parlare, oltre a Reno che lo difende. Reno si rifugia in un centro sociale di cui è amico del gestore, raggiunto poi da Bobby e Cheyenne; la banda circonda però il centro e ferisce il gestore che cercava di trattare con loro. Si scopre che la stessa figlia dell'uomo, innamorata di Dexter, aveva avvertito la banda affinché lo liberassero, senza sapere che questi vogliono ucciderlo. Reno tenta di fuggire in moto per chiamare aiuto, ma finisce preso in ostaggio; Dexter cerca allora di trattare col suo "amico" che però gli spara, prima di venir ucciso da Bobby e Cheyenne. Rimasto ferito, Dexter viene arrestato per piccoli reati ma è assolto dall'accusa di omicidio.

## Fuga con ostaggi
- Titolo originale: Hostage
- Diretto da: Terrence O'Hara
- Scritto da: Robert Hamner

### Trama
Dopo varie ricerche, Reno è riuscito a rintracciare Hound Adams e lo aspetta a sua insaputa in un bar; appena riesce a fermarlo, alcuni rapinatori entrano nel locale. Per difendere gli ostaggi, Reno viene ferito; il barista riesce ad avvertire la polizia che circonda il locale. In cambio della vita degli ostaggi, i delinquenti chiedono un elicottero e mandano Reno a trattare con gli agenti; Dixon riconosce il suo nemico al telegiornale e si precipita con l'intenzione di ucciderlo, ma il capo della polizia locale rifiuta di affidargli il caso. Reno è riuscito intanto ad avvertire Bobby e Cheyenne: mentre Cheyenne finge un incidente per distrarre gli agenti, Bobby penetra nel bar, fornendo a Reno una pistola. Parte della banda finisce così uccisa nella sparatoria ed il barista consegna alla polizia i rapinatori rimasti, ma Hound si è nascosto e Reno deve fuggire prima di aver trattato con lui. 

## Lupo solitario
- Titolo originale: Rabbit Redux
- Diretto da: Michael Levine
- Scritto da: Bill Nuss

### Trama
Con una scusa, Bobby manda Reno nel suo rifugio in montagna, dove lo aspetta la sua fidanzata Lisa, che aveva un fine settimana libero. Nella stessa zona, vi sono però tre produttori di droga, due uomini ed una donna. I due uomini molestano Lisa venendo cacciati da Reno, che poi scopre la loro attività e li denuncia allo sceriffo, senza risultato. In seguito, Reno stesso cattura la banda e la consegna allo sceriffo, ma quest'ultimo è alleato coi delinquenti e li libera ordinando loro di uccidere i due intrusi. I produttori di droga sorprendono quindi Reno e Lisa nel rifugio, ma l'attentato fallisce e vengono nuovamente arrestati assieme allo sceriffo. Reno si rende conto che Lisa è in pericolo vicino a lui ed è costretto a lasciarla.

## Evasione all'alba
- Titolo originale: The Posse
- Diretto da: Lyndon Chubbuck
- Scritto da: Nick Corea

### Trama
In una cittadina viene uccisa la moglie dello sceriffo e questo incolpa un rapinatore che era stato amante della donna anni prima, appena tornato in paese. Reno e Bobby, che davano la caccia allo stesso ricercato, si trovano a doverlo difendere dallo sceriffo e dai suoi aiutanti, poiché vorrebbero ucciderlo anziché arrestarlo. I due cacciatori di taglie cercando di far ragionare lo sceriffo, vengono arrestati anch'essi, ma Cheyenne paga la loro cauzione facendoli uscire; intanto, una ragazza del posto è convinta dell'innocenza del rapinatore, ma nessuno le crede, poiché anni prima aveva cercato di suicidarsi. I due soci imparano inoltre che lo sceriffo ha intenzione di uccidere il prigioniero e lo fanno evadere, venendo però bloccati poco dopo. La ragazza accorre sul posto ed incolpa il vice sceriffo, (attuale amante della vittima) e consegna l'arma del delitto: spiega inoltre che il suo tentativo di suicidio è stato causato da una violenza dello stesso uomo. Il colpevole tenta di fuggire, ma Reno e lo sceriffo lo bloccano.

## Una pistola per due
- Titolo originale: Once Burned, Twice Chey
- Diretto da: Ralph Hemecker
- Scritto da: Richard C. Okie

### Trama
Un insegnante di cui Cheyenne era innamorata, viene accusato di aver ucciso la moglie, da cui si stava separando poiché lo tradiva. Convinta dell'innocenza dell'uomo, Cheyenne paga la sua cauzione e lo fa scarcerare in attesa del processo. I due si innamorano mentre Reno e Bobby, non fidandosi di quell'uomo, iniziano ad indagare sul suo conto. Al processo la colpa dell'omicidio viene data però all'amante della moglie, un avvocato che stava indagando sullo stesso caso. L'esame dei proiettili conferma che ad uccidere non è stata la pistola dell'insegnante, che tuttavia ne ha usato un'altra facendola poi sparire. Quando Cheyenne lo scopre, il professore cerca di ucciderla, ma Reno lotta con lui e lo arresta, consolando poi la donna.

## Lo sceriffo
- Titolo originale: Sheriff Reno
- Diretto da: Lorenzo Lamas
- Scritto da: Nick Corea

### Trama
Mentre insegue due banditi, uno sceriffo rimane ucciso nella sparatoria. Capitato da quelle parti inseguendo un ricercato, Reno viene convinto a prendere il posto dello sceriffo perché il suo giovane vice non è capace di mantenere l'ordine. Controvoglia, Reno accetta ed assieme al giovane arresta uno dei banditi ed uccide l'altro. Capeggiati dal nipote dello sceriffo ucciso, i cittadini assaltano però la prigione per eliminare anche l'altro bandito. Seguendo gli insegnamenti di Reno, il vice-sceriffo riesce a farsi rispettare e a calmare la rivolta, guadagnandosi così la stella da sceriffo. Il giovane ricambia fingendo di non riconoscere Reno tra le foto dei ricercati, e questo riparte.

## Una taglia per sette (Parte 1)
- Titolo originale: Murder's Row (1)
- Diretto da: Ralph Hemecker
- Scritto da: Richard C. Okie

### Trama
Un ricco industriale assume sei cacciatori di taglie, più Reno che accompagna Bobby, promettendo loro un milione di dollari se catturano Rikki, una donna che gli avrebbe rubato un dischetto per venderlo alla concorrenza; i sette "colleghi" possono agire per conto proprio o dividersi il bottino, purché compiano il lavoro. Seguendo le indicazioni di Cheyenne, Reno trova la donna, che tuttavia gli scappa; passata la frontiera col Messico, Rikki è tuttavia catturata da un altro cacciatore di taglie. Woodley, (ulteriore cacciatore di taglie senza scrupoli) uccide il suo collega e d'accordo con la polizia messicana, fa arrestare Bobby per l'omicidio, così da eliminare due concorrenti. In una sparatoria, Reno affronta Woodley e riesce a strappargli la donna, che però fugge.

## Una taglia per sette (Parte 2)
- Titolo originale: Murder's Row (2)
- Diretto da: Ralph Hemecker
- Scritto da: Richard C. Okie

### Trama
Mentre Cheyenne riesce a far scarcerare Bobby, Reno ritrova Rikki e telefona all'industriale, che manda un elicottero a prenderli; Reno e Rikki, inseguiti dagli altri colleghi, non riescono a però a salirci. Ripartito, l'elicottero esplode in volo, poiché il riccone aveva intenzione di eliminare la donna e chi era con lei. Rikki spiega che non ha rubato nessun dischetto, ma è stata l'amante dell'industriale ed ha scoperto un diario in cui la prima moglie dell'uomo (in teoria morta in un incidente) accusava il marito di volerla uccidere. Sfuggiti alla polizia messicana, Reno e la donna tornano in California; Woodley ed un altro collega prendono però in ostaggio Bobby e Cheyenne per costringere Reno a consegnar loro Rikki; Reno risolve la situazione con l'aiuto di Nathan, un altro cacciatore di taglie che aveva un debito con lui. Reno e la donna penetrano nella villa dell'industriale, recuperando il diario che lei aveva nascosto; senza sapere che Reno e Rikki lo stanno registrando, l'industriale confessa il suo delitto, venendo così arrestato.

## Un poliziotto speciale
- Titolo originale: Carrick O'Quinn
- Diretto da: Michael Levine
- Scritto da: Bill Nuss

### Trama
Alcuni ladri rapinano un museo, ferendo Reno che si trovava sul posto. All'arrivo della polizia, uno dei rapinatori prende in ostaggio una donna, ma finisce ucciso da un poliziotto che tuttavia, sparando, rende cieca la donna. Mentre Bobby e Cheyenne fanno fuggire Reno dall'ospedale, il poliziotto, Quinn, si sente responsabile dell'accaduto e si dimette, iniziando inoltre ad assistere la donna, pur senza svelargli che è stato lui a renderla cieca. Reno e Quinn si alleano inoltre per catturare un assassino che, tornato in libertà, cerca di uccidere una testimone amica del poliziotto. La donna coinvolta nella rapina riesce infine a riprendere la sua carriera di giudice.